# OpenShot
OpenShot е безплатен софтуер с отворен код за обработка на видеоклипове.

## Описание
Проектът е стартиран през август 2008 година от Джонатан Томас.
Програмата предлага разнообразие от ефекти, преходи, възможности за анимиране на обекти. Идеята на разработчиците е интерфейсът да е максимално опростен, различните инструменти са лесно достъпни, което прави OpenShot подходящ за изролзване от начинаещи.
Въпреки своите задоволителни възможности като безплатен софтуер той си има и много недостатъци, нерядко възникват програмни грешки и като цяло, не е пригоден за професионална употреба.